# Polos (Schauspieler)
Polos (altgriechisch: Πῶλος) war ein griechischer Tragödienschauspieler des späten 4. Jahrhunderts v. Chr.
Polos stammte aus Ägina. Er war ein Schüler des Archias von Thurioi. Diverse Erwähnungen in der literarischen Überlieferung sprechen für seinen Ruhm schon in der Antike. Bevorzugt spielte er als protagonistes (erster Schauspieler) in sophokleischen Stücken. So spielte er Ödipus und Elektra. Der Römische Dichter Gellius beschreibt in seinen Noctes Atticae die Anekdote, wo Polos nach dem Tod seines Sohnes die Elektra spielen sollte, und um die Trauer Elektras über den vermeintlich Tod ihres geliebten Bruders Orestes besonders realistisch und gefühlsecht darstellen zu können, nahm er die Urne seines jüngst verstorbenen Sohnes mit auf die Bühne, um sich so in die richtige Gefühlsstimmung zu bringen. Somit vermischte er die Trauer des Stückes mit seiner eigenen Trauer. Polos bemühte sich um realistische und psychologisch motivierte Darstellung. Starallüren waren ihm fremd, manchmal verzichtete er auf Teile der Gage und ordnete sich, wenn es sein musste, selbst einem tritagonistes (dritter Schauspieler) unter. Er soll noch als 70-Jähriger an vier aufeinander folgenden Tagen in zusammen acht Stücken gespielt haben. Die einzige zu Polos überlieferte Inschrift spricht von der Verleihung des Bürgerrechtes und hoher Ehren durch die Samier.